# Bittere Kreuzblume
Die Bittere Kreuzblume (Polygala amara), volkstümlich auch Bittere Ramsel oder Blaue Milchblume, ist eine Pflanzenart aus der Gattung Kreuzblumen (Polygala) innerhalb der Familie der Kreuzblumengewächse (Polygalaceae). Die zwei Unterarten gedeihen in den Bergen Mittel- und Ost- bis Südosteuropas.

## Beschreibung

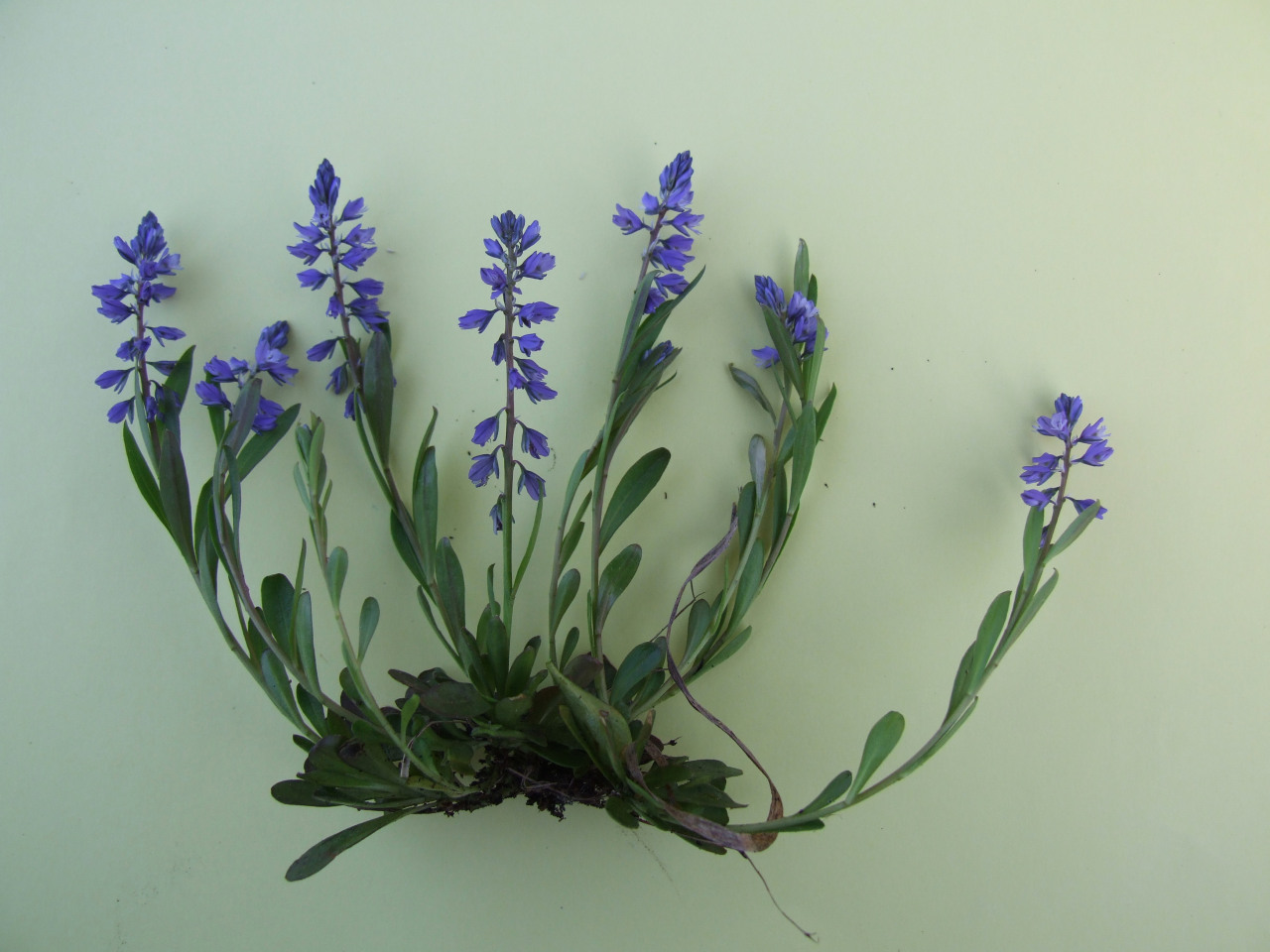
Habitus, Laubblätter und Blütenstände

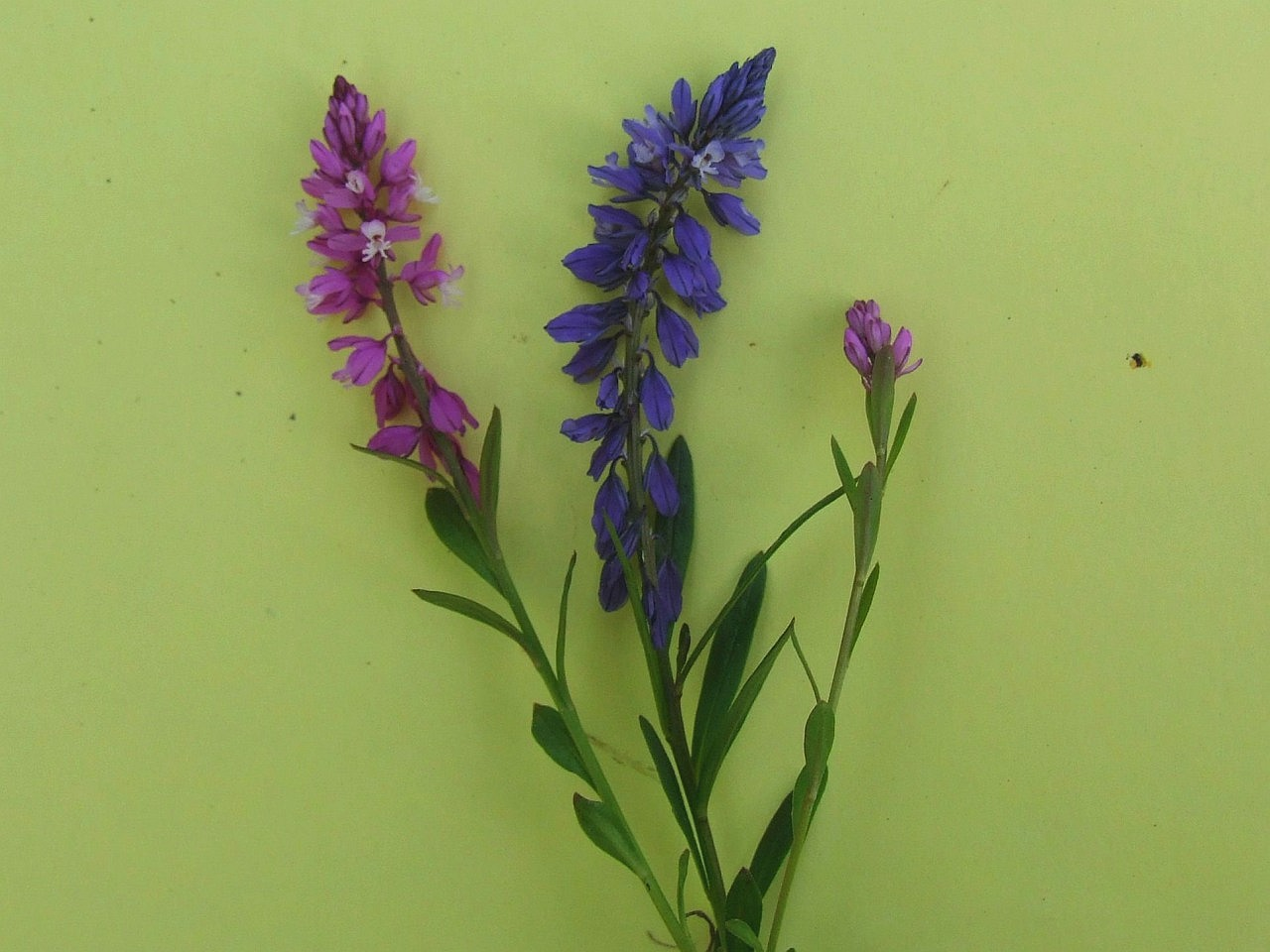
Blütenstände mit zygomorphen Blüten mit unterschiedlichen Blütenfarben

### Vegetative Merkmale
Die Bittere Kreuzblume ist eine ausdauernde, krautige Pflanze und erreicht Wuchshöhen von 5 bis 20 Zentimetern. Die aufrechten oder aufsteigenden Stängel entspringen zahlreich aus der Mitte einer grundständigen Blattrosette.
Die einfachen Laubblätter sind krautig. Die Rosettenblätter schmecken bitter. Die wechselständig angeordneten Stängelblätter sind in der Mitte am breitesten und am Ende zugespitzt.

### Generative Merkmale
Die Blütezeit reicht von Mai bis August. Der meist einzeln und endständig stehende, traubige Blütenstand enthält 8 bis 25, selten bis zu 40 Blüten. Die Tragblätter sind 1,5 bis 2,5 Millimeter lang, und so lang oder wenig länger als der Blütenstiel.
Die zwittrigen Blüten sind zygomorph mit doppelter Blütenhülle. Die Blütenhüllblätter sind in der Regel kräftig blau, bis violett oder rosafarben, selten weiß. Die äußeren Kelchblätter sind über 3 Millimeter lang; die Flügel sind selten 4,5 bis, meist 5 bis 8,5 Millimeter lang, und selten 1,8 bis, meist 2 bis 5,5 Millimeter breit. Die Nerven der Flügel sind wenig verzweigt und sind am oberen Ende nicht mit dem Mittelnerv verbunden. Zur Fruchtzeit bilden sie null bis vier Netzmaschen. Die Blütenkrone ist 3,5 bis 6,5, selten bis 8 Millimeter lang und ist deutlich in Röhre, Kiel und Anhängsel gegliedert. Die Kronblattanhängsel haben 12 bis 35 Fransen.
Die Kapselfrucht ist 3,5 bis 5,5 Millimeter lang und 3,5 bis 4,5 Millimeter breit. Sie hat einen 0,2 bis 0,3 Millimeter breiten Rand, der so breit oder ein wenig breiter ist als die Flügel. Die Samen sind 2,1 bis 2,8 Millimeter lang. Die Samenanhängsel (Elaiosomen) sind wie der Same behaart und ungleich lange Lappen. 

### Chromosomensätze
Die Chromosomengrundzahl beträgt x = 14 oder 17; es liegt Diploidie mit einer Chromosomenzahl bei beiden Unterarten von 2n = 28 oder 34.

## Ökologie
Blütenökologisch handelt es sich um Blumen mit völlig verborgenem Nektar. Die Bestäubung erfolgt durch Insekten oder Selbstbestäubung.
Die Bittere Kreuzblume ist ein Windstreuer (Anemochorie), die ausgestreuten Samen werden von Ameisen weiter ausgebreitet.

## Vorkommen
Die Bittere Kreuzblume wächst auf Steinrasen, in lichten Kiefernwäldern und in Quellfluren. Sie gedeiht am besten auf mäßig trockenen bis feuchten, kalkreichen Böden. Die Vorkommen reichen von der (collinen) montanen bis subalpinen (alpinen) Höhenstufe. Die Bittere Kreuzblume steigt in den Alpen bis in eine Höhenlage von 2200 Metern auf. 
Polygala amara ist eine Charakterart der Ordnung der Blaugrasrasen (Seslerietalia albicantis). Die Unterart Polygala amara subsp. brachyptera kommt aber auch in Pflanzengesellschaften des Verbands Mesobromion vor.

## Systematik und Verbreitung
Die Erstveröffentlichung von Polygala amara erfolgte 1759 durch Carl von Linné in Systema Naturae, Editio Decima, Tomus 2, Seite 1154. Das Artepitheton amara bedeutet „bitter“.
Die zwei Unterarten gedeihen in den Bergen Mittel- und Ost- und Südosteuropas.
Von Polygala amara gibt es etwa zwei Unterarten:
- Polygala amara L. subsp. amara: Sie ist Ostalpisch-karpatisch-balkanisch verbreitet. Sie kommt in den Westkarpaten, in den Ostalpen, in Ungarn und im ehemaligen Jugoslawien vor.[1]
- Kurzflügeliges Kreuzblümchen (Polygala amara subsp. brachyptera (Chodat) Hayek, Syn.: Polygala amblyptera Rchb., Polygala subamara R.M.Fritsch, Polygala amarella subsp. amblyptera (Koch) Janch.): Sie kommt in den Karpaten, im südlichen Polen und an wenigen Fundorten in den Südostalpen vor.[1]

## Belege und weiterführende Informationen